# De Coy
De Coy właściwie Katarzyna Rakowska Smoczyńska, z d. Ziemek (ur. 19 grudnia 1972 w Ustce) – polska wokalistka. Zadebiutowała w 1986 roku wraz z grupą muzyczną Bruno Wątpliwy przekształconej później w zespół Fading Colours wykonujący muzykę z nurtu rocka gotyckiego. W 2004 roku ukazał się debiutancki album wokalistki Pleasure For Nothing zrealizowany we współpracy z Rudolfem Świerczyńskim, wydany nakładem wytwórni muzycznej Big Blue Records.

## Dyskografia
- Fading Colours - Lie (1995, Dion Fortune Records/SPV)
- Fading Colours - Black Horse (1995, Dion Fortune Records/SPV)
- Fading Colours - I'm Scared Of... (1998, Dion Fortune Records/SPV)
- De Coy - Pleasure For Nothing (2004, Big Blue Records)
- Fading Colours - (I had to) Come (2009, Big Blue Records/Vision Music)